# Le Voyage de l'éléphant
Le Voyage de l'éléphant (en portugais A Viagem do Elefante) est un roman historique de l'écrivain portugais José Saramago paru en 2008.  

## Résumé
En 1551, le roi Jean III de Portugal offre comme cadeau de mariage à l'archiduc Maximilien II de Habsbourg un présent inhabituel : un éléphant nommé Salomon.
Salomon et son cornac, Subhro, vivent pourtant dans des conditions lamentables, oubliés dans un coin de l'enceinte du palais. Quand s'impose au roi et à la reine, Catherine de Castille, l'idée que l'éléphant qui lui appartient serait un cadeau de mariage idéal, tout le monde se précipite pour les préparer : Subhro se voit offrir deux nouveaux costumes et Salomon est bichonné et soigné. La cour et le « présent » traversent la frontière en Espagne à Castelo Rodrigo et rencontrent l'archiduc à Valladolid. 
En compagnie de l'archiduc et de sa nouvelle épouse, et entourés par la garde royale, Salomon et Subhro traversent un continent européen déchiré par les guerres civiles causées par le schisme religieux entre l'Église de Rome et la Réforme protestante. Ils embarquent à Roses pour l'Italie. Ils déambulent dans les villes légendaires de l'Italie du Nord : Gênes, Plaisance, Mantoue, Vérone, Venise et Trente, où le concile de Trente est en session. Ils s'attaquent avec courage aux Alpes et traversent la terrifiante rivière Isarco et le col du Brenner. Enfin, après bien des aventures, ils font leur grande entrée dans la ville impériale de Vienne. Le voyage de cet éléphant de Lisbonne à Vienne fait sensation chez les spécialistes et historiens, ainsi que, bien sûr, auprès des gens du peuple.

## Éditions
- (pt) A Viagem do Elefante, Lisbonne, Caminho, 2008, 258 p. broché  (ISBN 978-972-21-2017-3) [Dernièrement édité par Porto Editora.]
- (fr) Le Voyage de l'éléphant, traduit par Geneviève Leibrich, Paris, Le Seuil, coll. « Cadre Vert », 2009, 215 p.  (ISBN 978-2-02-099423-1)